# Đèo Kéo Lếch
Đèo Kéo Lếch là đèo trên Đường tỉnh 254 ở vùng đất giáp ranh xã Bằng Lãng và Lương Bằng huyện Chợ Đồn tỉnh Bắc Kạn, Việt Nam .
Đoạn Đường tỉnh 254 ở vùng này nối thị trấn Bằng Lũng 22°09′31″B 105°35′45″Đ / 22,158717°B 105,595872°Đ huyện Chợ Đồn tỉnh Bắc Kạn với thị trấn Chợ Chu 21°54′37″B 105°38′52″Đ / 21,910246°B 105,647655°Đ huyện Định Hóa tỉnh Thái Nguyên. Đèo ở cách thị trấn Bằng Lũng cỡ 12 km hướng tây nam. Đỉnh đèo là ranh giới hai xã Bằng Lãng và Lương Bằng .
"Kéo Lếch" theo tiếng Tày có nghĩa là nhiều sắt. Năm 2012 vùng Đèo Kéo Lếch từng là điểm nóng về khai thác quặng sắt lậu núp bóng dự án trồng rừng, với sự tiếp tay của một số cán bộ địa phương.